# London Lions
London Lions fanns i London, England och var ett professionellt ishockeylag som spelade 72 matcher mot topplag runtom i Europa under säsongen 1973/1974. Laget startades av Detroit Red Wings ägare Bruce Norris som hade visioner om att från säsongen 1974/1975 skapa en liga med anknytning till NHL och Stanley Cup. Ligan kom dock aldrig igång. Vice ordförande var John Ziegler, som 1977 blev ordförande för NHL.
Lagets hade Wembley Arena som hemmaplan, och vann 52 matcher, spelade sju oavgjorda matcher och förlorade 13. 
Lagets namn togs från gamla London Lions, som grundades av Blane Sexton, och senare blev Wembley Lions.
De svenska ishockeyspelarna Ulf Sterner, Tord Lundström och Leif "Honken" Holmqvist spelade i laget. 

### Fotnoter
1. ↑  ”Hockeyarchives”. http://www.passionhockey.com/hockeyarchives/amical1974.htm. Läst 29 augusti 2011.

1. International Ice Hockey Federation nämner London Lions
2. London Lions-sida av Mikael Uhlin